# Звёздные врата (фильм)
«Звёздные врата» (англ. Stargate) — научно-фантастический кинофильм 1994 года режиссёра и сценариста Роланда Эммериха, в котором впервые была представлена вселенная «Звёздных врат». Обладатель премии «Сатурн» за лучший научно-фантастический фильм (1995). Изначально задумывался как первая часть трилогии, но компания «Metro-Goldwyn-Mayer» решила сначала снять телесериал.

## Сюжет
В 1928 году археологи, работающие в Гизе, обнаруживают монументальное каменное изваяние в форме кольца. В середине 1990-х молодой египтолог Дэниэл Джексон пытается доказать, что пирамида Хеопса, Большой сфинкс и египетское письмо значительно древнее, чем принято считать, но коллеги не воспринимают его всерьёз. Однако идеями Джексона начинает интересоваться представители вооружённых сил. Его приглашают в лабораторию ВВС США, где до сих пор изучаются находки 1928 года. Джексон расшифровывает высеченные на камне символы, благодаря чему военным удаётся привести в действие Звёздные врата — инопланетный механизм, найденный под каменным кольцом. Этот механизм оказывается порталом для мгновенного перемещения на неизвестную планету за пределами галактики. Запущенный через «врата» зонд выясняет, что условия на планете очень близки к земным, и что выход из портала — такой же механизм, но с другими символами. Без расшифровки этих символов возвращение на Землю невозможно. Поэтому Джексон вызывается пройти через «врата» вместе с группой военных, возглавляемых полковником Джеком О’Нилом.
Пройдя через «врата», земляне оказываются внутри копии пирамиды Хеопса. Ключа к расшифровке символов поблизости нет, и военным приходится разбить лагерь. Вскоре им попадается вьючное животное, которое приводит их к местным жителям — пустынному племени людей, чей язык похож на древнеегипетский. Военные знакомятся с бытом аборигенов, которые поначалу принимают их за богов. В знак почтения и уважения, Джексона женят на местной девушке Ша’ури, и она приводит его в пещеру, где на стенах изображена история её народа. Выясняется, что около 8000 года до нашей эры в Северной Африке приземлился космический корабль с умирающим пришельцем на борту. Обнаружив на планете первобытных людей, пришелец понимает, что со своими знаниями он может «переселиться» в тело человека и вечно поддерживать в нём жизнь. Пришелец, которого звали Ра, завладел телом юноши и объявил себя правителем. Через Звёздные врата он переместил группу людей на планету, открытую сейчас земной экспедицией, и заставил их добывать минерал, на котором основана вся его технология. Позже на Земле произошло восстание, и земные «врата» были погребены. Опасаясь восстания здесь, Ра запретил чтение и письменность.
Земляне, появившись в пирамиде, задействуют древнюю систему сигнализации, и на планету прилетает корабль Ра. Его слуги, чей внешний вид напоминает облик египетских богов, нападают на оставшихся в пирамиде военных. О’Нил и его люди спешат на выручку, но попадают в плен. Когда их приводят к Ра, выясняется, что тот завладел атомной бомбой, данной О’Нилу на случай обнаружения серьёзной угрозы. Теперь пришелец собирается отправить бомбу на Землю вместе с грузом своего минерала, который увеличит мощность взрыва в 100 раз. Ра считает, что земляне, овладев техникой и технологией, угрожают его власти, и поэтому хочет уничтожить жизнь на нашей планете.
Джексона серьёзно ранят, но Ра спасает его научными методами, чтобы тот убил своих товарищей на глазах у местных жителей, тем самым развеяв их сомнения в могуществе фараона. Однако Джексон нарушает приказ Ра, открывая огонь по его слугам, пленники вырываются на свободу и укрываются в поселении. Начинается масштабное восстание против Ра. Джексон узнаёт последний символ, необходимый для возвращения домой. О’Нил и Джексон с женой идут обезвреживать бомбу, а большая часть военных остается их прикрывать. Узнавший об этом Ра бросает на солдат тяжелые истребители, перед которыми бессильны пули. Военные, безуспешно расстреляв все патроны, имитируют капитуляцию, после чего вышедших наружу пилотов сметает волна местных повстанцев.
Тем временем герои устраняют охранников пирамиды, но жена Джексона погибает от выстрела в сердце. Ученый отправляется через установленный в пирамиде телепорт на корабль и укладывает тело Ша’ури в воскрешающий саркофаг. Телепорт работает в обе стороны, и в пирамиде появляется начальник охраны Ра, который нападает на О’Нила. Выдержав тяжёлый бой с гигантом-охранником, полковник убивает его и добирается до бомбы. Выясняется, что из-за внесенных фараоном изменений бомбу нельзя отключить. Одновременно в пирамиду возвращается Джексон с воскрешенной женой. Используя электронный браслет начальника охраны, О’Нил и Джексон с помощью телепорта перемещают бомбу на борт уже стартовавшего корабля за несколько секунд до детонации. Люди видят в небе ядерный взрыв, уничтоживший корабль Ра.
О’Нил и уцелевшие солдаты возвращаются на Землю. Но Джексон, осознавший, как сильно он любит Ша’ури, остаётся с ней на новой для него планете.

## В ролях
- Курт Расселл — полковник Джонатан «Джек» О’Нил
- Джеймс Спейдер — доктор Дэниел Джексон
- Вивека Линдфорс — доктор Кэтрин Лэнгфорд
- Алексис Крус — Скаара
- Мили Авитал — Ша’ури
- Леон Риппи — генерал Уэст
- Джон Дил — лейтенант Чарльз Кавальский
- Карлос Лаучу — Анубис
- Джимон Хонсу — Гор
- Эрик Авари — Касуф
- Френч Стюарт — лейтенант Луи Ферретти
- Джанин Лоффлер — Набех
- Джей Дэвидсон — Ра
- Кристофер Джон Филдс — сержант Фриман
- Дерек Уэбстер — старший лётчик Браун
- Джек Мур — Раилли
- Стив Джаннелли — Порро

## Работа над фильмом
Идея фильма была задумана Эммерихом ещё в 1979 году во время учёбы в киношколе. В массовке часто использовались манекены, так как они обходились дешевле статистов. Актёр Джей Дэвидсон, игравший Ра, отказался вынуть кольца из сосков, чем создал немало проблем костюмеру и оператору.

## Критика
Фильм получил смешанные отзывы кинокритиков. На Rotten Tomatoes рейтинг фильма составляет 52 %, на основе 48 рецензий критиков, средний рейтинг составляет 5,4 из 10. На Allmovie картина получила 3 балла из 5. Роджер Эберт поставил фильму 1 звезду из 4-х. Тем не менее, уже через некоторое время, картина обрела культовый статус, а с расширением киновселенной телесериалами, франшиза полюбилась поклонниками по всему миру.

## Продолжения
Фильм послужил основой для научно-фантастической франшизы, в которую также входят 4 телесериала, 2 телефильма, мультсериал, несколько видеоигр, комикс, настольные игры и другая продукция. В 2014 году студии «Warner Bros.» и «Metro-Goldwyn-Mayer» объявили о намерении создать ремейк оригинального фильма, который может стать началом давно задуманной трилогии. Ожидалось, что в качестве режиссёра и продюсера картины выступят основатели франшизы Роланд Эммерих и Дин Девлин. Но по причине низких кассовых сборов сиквела «Дня независимости» разработка проекта была приостановлена.
- После выхода фильма на экран Омар Зухди, студент факультета египтологии Университета Джонса Хопкинса, обвинил Роланда Эммериха и Дина Девлина в плагиате, так как десятью годами ранее он предлагал им похожую историю. Университет поручился за своего студента, потому что он был известен своими теориями, которые затем использовались в фильме. Инцидент был улажен до суда — Зухди получил за свою идею 50 000 долларов[2].
- Это первый фильм в истории кинематографа с официальным веб-сайтом. Его сделал сопродюсер и соавтор сценария Дин Девлин, поместив на сайте кадры из фильма, трейлеры, видео со съёмок и различную информацию об актёрах[2].